# ورزشگاه المپیک گوانگ‌دونگ
ورزشگاه المپیک گوانگ‌ژو (انگلیسی: Guangdong Olympic Stadium) یک ورزشگاه چند منظوره در گوانگ‌ژو، چین است.
این ورزشگاه در سال ۲۰۰۱ تأسیس شده و دارای ۸۰٬۰۱۲ نفر جمعیت می‌باشد و یکی از ورزشگاه‌های مورد استفاده بازی‌های آسیایی ۲۰۱۰ و بازی‌های پارآسیایی ۲۰۱۰ می‌باشد.